# 聖公会祈祷書
祈祷書（きとうしょ、英語: Book of Common Prayer）は、キリスト教の一派であるイングランド国教会から始まった世界の聖公会教会が広く使用している礼拝の式文の集大成である。

## 祈祷書の概要
聖公会において、祈祷書（きとうしょ、The Book of Common Prayer）とは、聖公会系の教会で使用される、祈祷・礼拝・儀式における手順を示した規則書である。誕生・洗礼から婚姻また葬儀まで、起床から就寝まで、信者の公的および私的信仰生活のすべての局面が一冊の本である「祈祷書」に集成されており、この一冊のみを用いることは、聖公会の著しい特徴の一つである。祈祷書は現在も、世界各地の聖公会系の教会・礼拝で使われている。
祈祷書はイングランド宗教改革のなかで、カトリックの聖務日課（時祷書）から派生して作成された。祈祷書以降、その規則にのっとりそれまでのラテン語による礼拝から英語が礼拝で使用されるようになった。16世紀から17世紀にかけて幾度か大幅に改訂された。ヘンリー8世からメアリー1世、エリザベス1世治世下でプロテスタント・カトリックのせめぎ合いがおこり、そのたびに祈祷書も大きく変更されたが、大きな改訂は1662年が最後になった。
しかし祈祷書の細かい修正はその後もたびたび行われた。聖公会における典礼神学の安定を反映して構成上の大きな改訂がなされなかった一方、祈祷書の源泉をなす聖書の読み、すなわち英語翻訳は、イングランドにおける聖書学および古典文献学の発達をその時々に反映し、細かい表現の改訂がたびたび行われた。欽定訳は長く改訂がなされなかったが、しかし典礼で実際に用いられる頻度の高い祈祷書の改訂を通じて、近世の聖公会は本文研究の成果の恩恵に多く浴していたということができる。

## 英国聖公会の祈祷書

### 初期の祈祷書

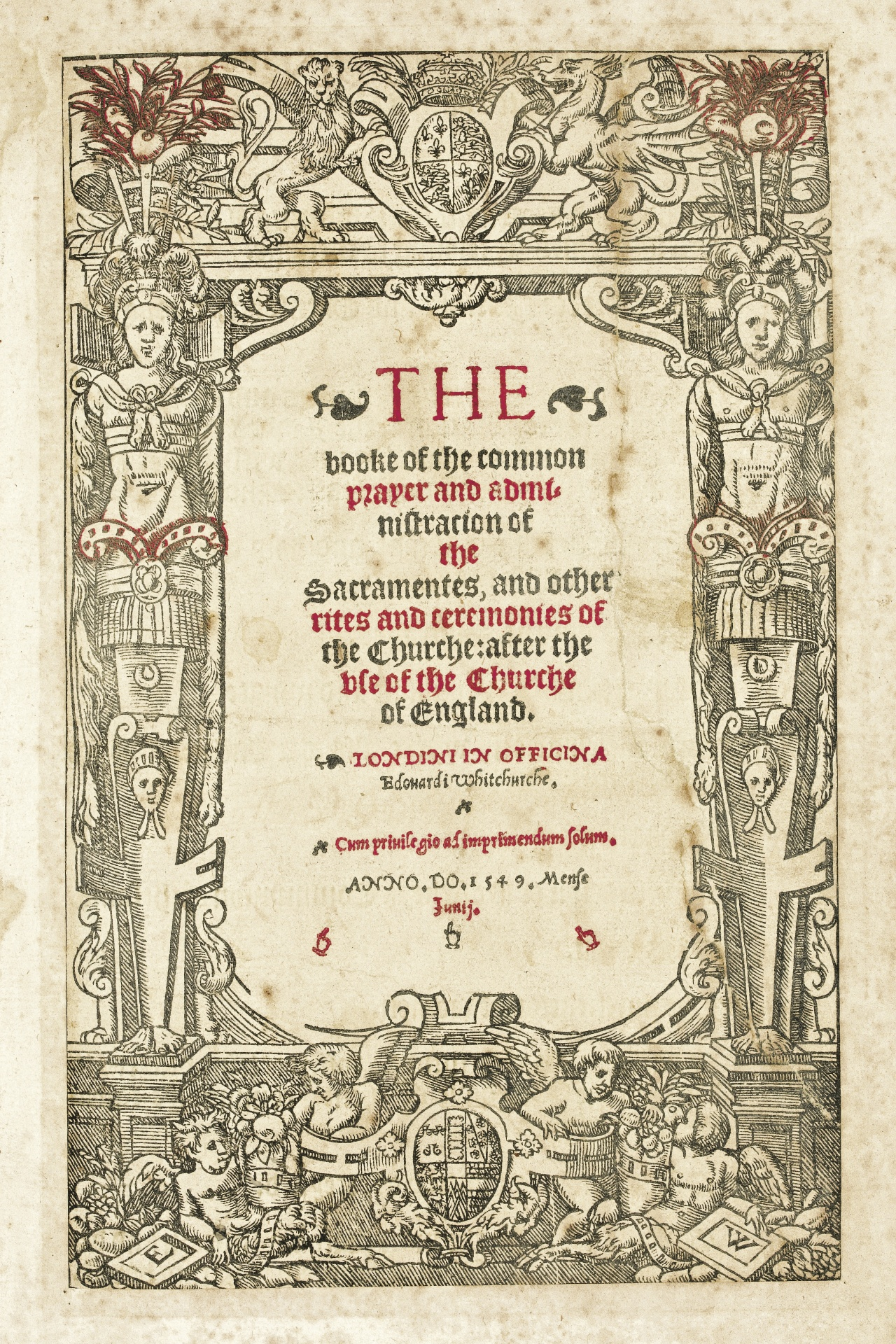
トマス・クランマーが完成した『祈祷書』（1549年）

イングランド国教会で最も初期の英語祈祷書は、1544年に制作された「勧告と詠唱」（Exhortation and Litany）である。「勧告と詠唱」はマルティン・ルターの勧告とマイルス・カヴァーデール訳の新約聖書から多大な影響を受けていた。議会の指示を受けて訂正を加え、1548年、カンタベリー大主教のトマス・クランマーによって完成をみた。これがイングランドの最初のプロテスタント祈祷書となった。この祈祷書による礼拝は、当初既存のラテン語によるミサに追加する形で行われた。以降1552年を皮切りにして、幾度にもわたる改訂が行われるが、クランマーの言葉の多くは現代まで祈祷書に残っている。しかし1553年カトリックの女王メアリー1世が即位すると、イングランドに宗教改革への反動がおこった。クランマーは1556年3月21日焚刑に処され、祈祷書の使用は禁止された。

### 1559年版祈祷書
祈祷書がふたたび日の目をみるのは女王エリザベス1世の時代になってからである。エリザベス1世は即位した翌1559年、新しい祈祷書を出版した。この版は100年以上にわたって使われ、ステュアート朝においても公式祈祷書となった。1559年版祈祷書はアメリカ合衆国の最初の聖公会系の礼拝にも採用されている。この祈祷書は以下の特徴を持ち、クランマー版よりもカトリック寄りに作られており、エリザベスの中道への志向がみてとれる。
- 祝祭日を典礼暦に追加
- 教皇のための祈りを嘆願から削除
- 聖職に対して伝統的な式服着用を奨励

チャールズ1世がスコットランドに実施しようとして主教戦争をおこしたのも、1559年版祈祷書であった。この版は、1645年にピューリタンが多数を占めた長期議会によって違法とされるまで広く使われていた。

### 1662年版祈祷書
王政復古の後、新しい祈祷書がつくられた。1661年、王から召集をうけた司祭12名がサヴォイに集まり、祈祷書の見直しについて会議が持たれた。結果的に意見はまとまらず、1661年7月にサヴォイ会議は終了する。その後、改訂の主導権は議会へと移り、トマス・クランマー版からおよそ600点におよぶ改訂が行われた。言語も2か所を除いて近代化され、祈祷書に関する100年におよぶ議論に決着がついた。この版は英国王公認の正式な祈祷書とされ、英国国教教会はじめ英語圏に属する各宗派に多大な影響を与えた。これ以降も改訂がなされたが、いずれも小規模なもので、基本的には1662年改訂版が現在も使われている。

### その後の祈祷書の変遷
1662年版以降、祈祷書改訂の大きな動きは見られなくなった。17世紀後半にプロテスタント化をさらに徹底させた祈祷書も作られたものの、国教会は受け入れなかった。しかしこの祈祷書は、多くのイギリス植民地の国教会系の教会に広がった。
祈祷書改訂の動きが出てくるのは20世紀初頭になってからである。1927年に完成した改訂版は、国教会保守層にも受け入れられるように、礼拝の方法は各々の教会・教区によって決められるとした。こうした柔軟な対応が受け入れられ、国教会の聖職者会議・総会は1927年版を承認した。しかし、カトリック寄りであるという批判もあって、イギリス議会下院は採択を否決した。このため、正式の祈祷書として用いられることはなかったが、1部の式文はThe Alternative Service Book（1980年）に再録された。

### 2000年新祈祷書 Common Worship
2000年に、英国聖公会は新しい祈祷書を含むシリーズ「Common Worship」の使用を始めた。これは、それまで代替的に使用が許可されていた「Alternative Service Book (ASB)」（1980年発行）に代わるもので、「聖書日課」は3年サイクルの「改訂共通聖書日課」が採用され、これまでの祈祷書と共に併用されていく。

## スコットランド聖公会祈祷書

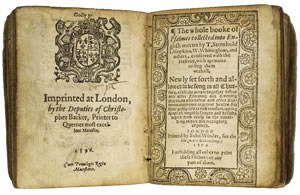
1596年のスコットランド祈祷書

スコットランド聖公会（Scottish Episcopal Church）は長老派教会がスコットランドの大多数を占める中にあって、独立した祈祷書（Scottish Book of Common Prayer）を持っており、1764年に大きな改訂が行われて、1929年には完全な形で発行されている。以来1982年にはユーカリスト文が現代風のものが追加されるなどのたびたびの改訂も行われている。  

## アングリカン・コミュニオン
聖公会祈祷書は世界のアングリカン・コミュニオンへ広がりを見せた。

### アジア

#### 日本聖公会祈祷書

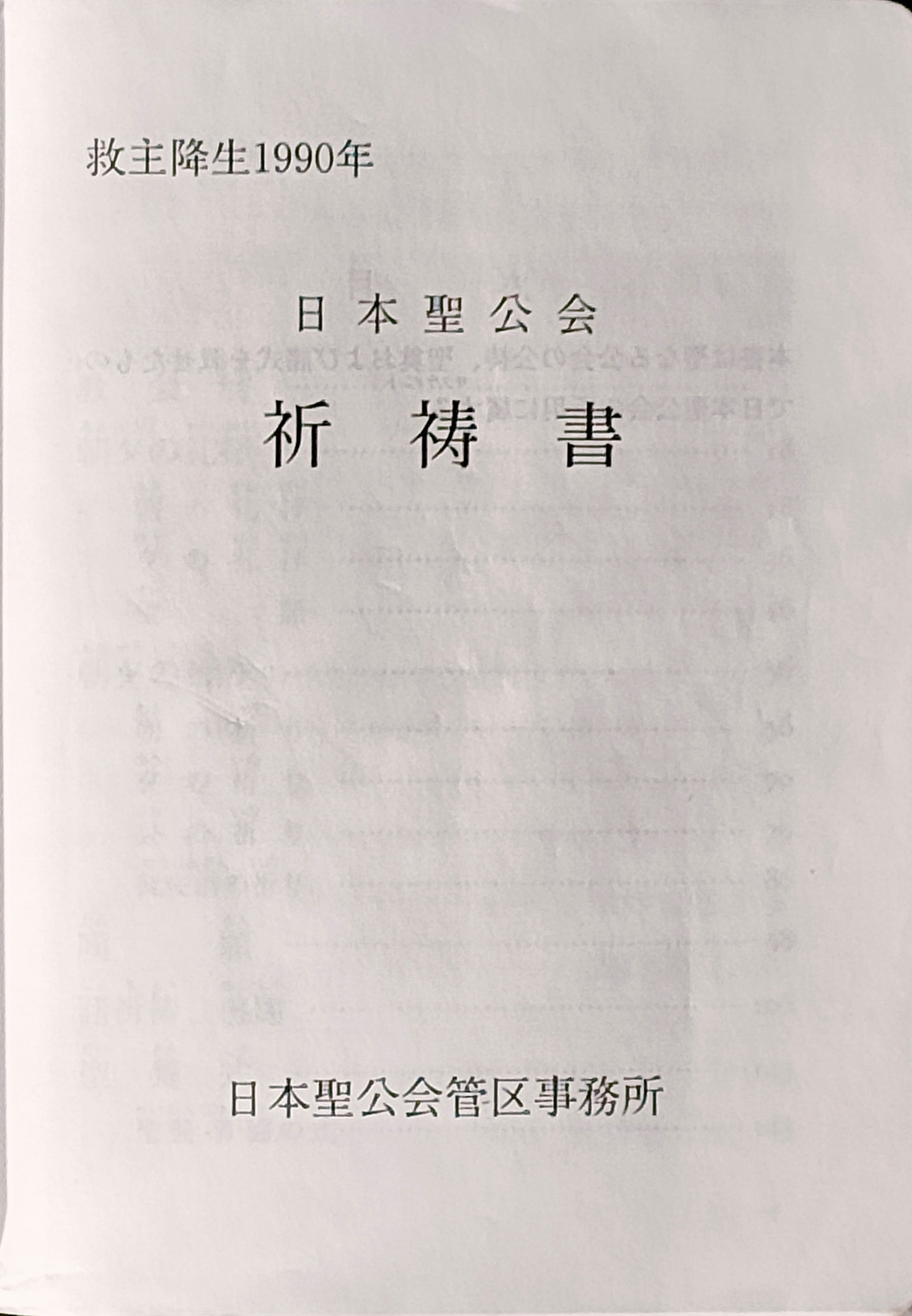
日本聖公会祈祷書1990年版（内表紙）

日本聖公会でも、全国統一の祈祷書が用いられている。1859年から日本での宣教が開始されたときには米国聖公会・英国聖公会の宣教師が持ち込んだ派遣元の祈禱書およびその日本語訳が用いられていたが、1879年には『聖公会祷文』としてまとめられている記録があり、1887年には日本聖公会が設立されると、ローマ字の『Nippon Seikōkwai Kitō Bun』（1889年）もできる。1895年には大改定した『日本聖公会祈祷書』が刊行されて、これは聖餐式には英国式と米国式を併記している（この間、1888年にはカナダ聖公会も宣教に来日する）。この祈祷書はまた何回かの改定を経て、1939年には戦前最後の改定が行われて、これが最後の旧仮名遣い祈禱書となる。
1959年には翻訳版でない日本独自の祈祷書である“日本聖公会祈祷書”が日本聖公会教務院によって発行された。文庫本サイズで黒色のハードカバー表紙に十字架があり、背表紙には金文字で“日本聖公会祈祷書 詩編付”と記されている。1959年版祈祷書には全編を通じて文語が用いられているが現代仮名遣いになっており、聖餐式で用いられる主日ごとの特祷・使徒書・福音書朗読箇所なども掲載されている。諸祈祷・感謝の項には、英国聖公会の君主・皇室への祈りに倣って、日本の天皇や皇室に神の助けを願うという祈りも残っていたが、これは1988年版祈祷書から除去している。
現在使用されているのは、「日本聖公会 祈祷書」（1990年版、発行：日本聖公会管区事務所）である。1959年版祈祷書をベースに、教義や社会情勢の変化などを取り入れて改訂が行われた。文体が口語体に改められ、文書レイアウトも縦書きから横書きへと変更され、聖書日課は「改訂共通聖書日課」を使っている。2000年に日本のカトリック教会と“主の祈り”の共通口語訳を発表したことなどに伴い改訂が行われている。
現在の祈祷書で、目次は次の通り。
| - 教会暦 - 朝夕の礼拝 - 朝夕の祈り - 嘆願 - 諸祈祷・感謝 - 聖餐式（参入：キリエ・大栄光の歌、み言葉： 旧約聖書：使徒書・福音書、説教、 ニケヤ信教、代祷、懺悔、平和のあいさつ、 奉献、感謝聖別、陪餐：主の祈りなどを含む） - 特祷（聖餐式聖書日課別） - 教会問答 - 入信の式 - 懺悔の式 | - 聖婚式 - 誕生感謝の祈り - 病人訪問の式 - 葬送の式 - 聖職按手式 - 牧師任命式 - 伝道師認可式 - 礼拝堂聖別式 - 聖書日課（改訂共通聖書日課のA・B・C年 別に旧約聖書・使徒書・福音書・備考） - 詩篇 - （付録）アタナシオ信教 |

装丁は文庫版・全931ページ・緑色表紙に「祈祷書」と十字と「日本聖公会」の金文字で、後に濃紺または濃い赤のビニール表紙に白銀文字になった。また、ここの詩篇は礼拝中の交読の際に使われる交読文で、日本聖公会による独自訳。

#### 韓国語祈祷書
1965年、大韓聖公会は1662年の聖公会祈祷書を基に韓国語祈祷書を『コンドン・キドムン』（공동기도문、公同祈禱文）として出版した。1994年には、大韓聖公会主教院で許可された改訂版が発行された。続いて、2004年には大韓聖公会総会で承認された現行の『ソンゴンヘ・キドス』（성공회기도서、聖公会祈祷書）が発行されている。
1965年版から2004年版への文章上の違いは、韓国語「共同飜譯聖書」（공동번역성서、1977年）に添って、神が漢語の「チョンジュ」（천주、天主）から韓国固有の「ハヌニム」（하느님、かみさま）へ変更されたなどである。

#### 中国語祈祷書
『祈祷書』は中国語では『共祷書』（ゴンダオシュー）と呼ばれている。中国へは19世紀前半から米国聖公会、英国聖公会が宣教を行っていて、1912年には中華聖公会を設立している。『共祷書』は各教区が独自に作って使用していた。英国聖公会の『祈祷書』初版完成400周年を期して統一『共祷書』の1949年完成が計画されたが、同年の中華人民共和国の成立後まもなくすべての教派が中国基督教協会傘下になるに従い、中国大陸では聖公会の『共祷書』は使われなくなった。
1962年以来4年毎に開催されている聖公会東アジア（中国語）会議（聖公會東亞議會）の指摘で、「東アジア（現代中文）式文」が1983年に提案されている。

##### 香港聖公会祈祷書
香港聖公会（香港三教区およびマカオ宣教区  ）は中華聖公会傘下の教区時代を経て、1998年以降は独立した管区となっている。これまで1938年に上海で発行された『共祷書』を使っており、これは黒色の皮の表紙で『黑皮公禱書』と呼ばれてきた。
1989年に聖餐式の第二式（現代中文）が翻訳され、1993年には香港聖公会総会で承認され、2000年にこれを追記した『共祷書』が出版されている。その他の部分の現代中文翻訳、試用も進んでいる。

##### 台湾聖公会祈祷書
台湾聖公会は1949年に国民党政府と共に台湾へ移った中華聖公会の人々により、1954年に米国聖公会第8管区の教区として設立されている。『公禱書』は1983年には米国聖公会『祈祷書』（1979年版）の一部が訳出され、2010年には全訳されている。

#### シンガポール聖公会祈祷書
シンガポール聖公会は東南アジア聖公会（管区）に属する教区で、1986年に英中二か国語『共祷書』を作っており、その後『第二式』（現代中文）を追記している。

#### フィリピン聖公会の祈祷書
フィリピン聖公会では、宣教対象をおもに未信徒である山岳民族および中国系フィリピン人へ向けており、中央フィリピン教区では最近できたフィリピノ語祈祷書、米国聖公会祈祷書、東南アジア聖公会で発行の英中二か国語祈祷書の三種類を使っている。1990年に独立したフィリピン聖公会は、もともとカトリックの行事で今ではフィリピンのあらゆる教派でも行っている「シンバン・ガビ」（Simbáng Gabi、クリスマス前日まで連日9日間夜明け前に行う祈祷会「ノベナ」）の式文をその祈祷書に入れている。

#### インド
インドでは聖公会の現代で初めての合同教会として、メソジスト教会、会衆派教会、長老派教会、オランダ改革派教会も入れた「南インド教会」が1947年に成立し、『聖公会祈祷書』も考慮した『共同礼拝書』（Book of Common Worship、英語およびケーララ州ではマラヤーラム語などの各地の言語 ）が教会成立当初から使われてきた。その後同様にして成立した「北インド教会」ではおおむね南インド教会に準じている。

### アフリカ
南アフリカ共和国、ナミビアなどに展開する南部アフリカ聖公会では、独自の祈祷書を1954年に作り、それはその後1989年に改訂されている。。

### オセアニア

#### オーストラリア
オーストラリア聖公会では、1978年に『オーストラリア祈祷書』（Australian Prayer Book）が作られた。

#### ニュージーランド
アオテアロア・ニュージーランド・ポリネシア聖公会（Anglican Church in Aotearoa, New Zealand and Polynesia）は1988年に『ニュージーランド祈祷書』（New Zealand Prayer Book, He Karakia Mihinare o Aotearoa）を総会で承認した。これはその後「改訂共通聖書日課」を入れるなど、何回か改定されている。

### 南北アメリカ

#### カナダ
カナダ聖公会の祈祷書は、1922まで独自のものは作られなかった。1959年の改訂は、大幅なものであった。 

#### 米国聖公会祈祷書

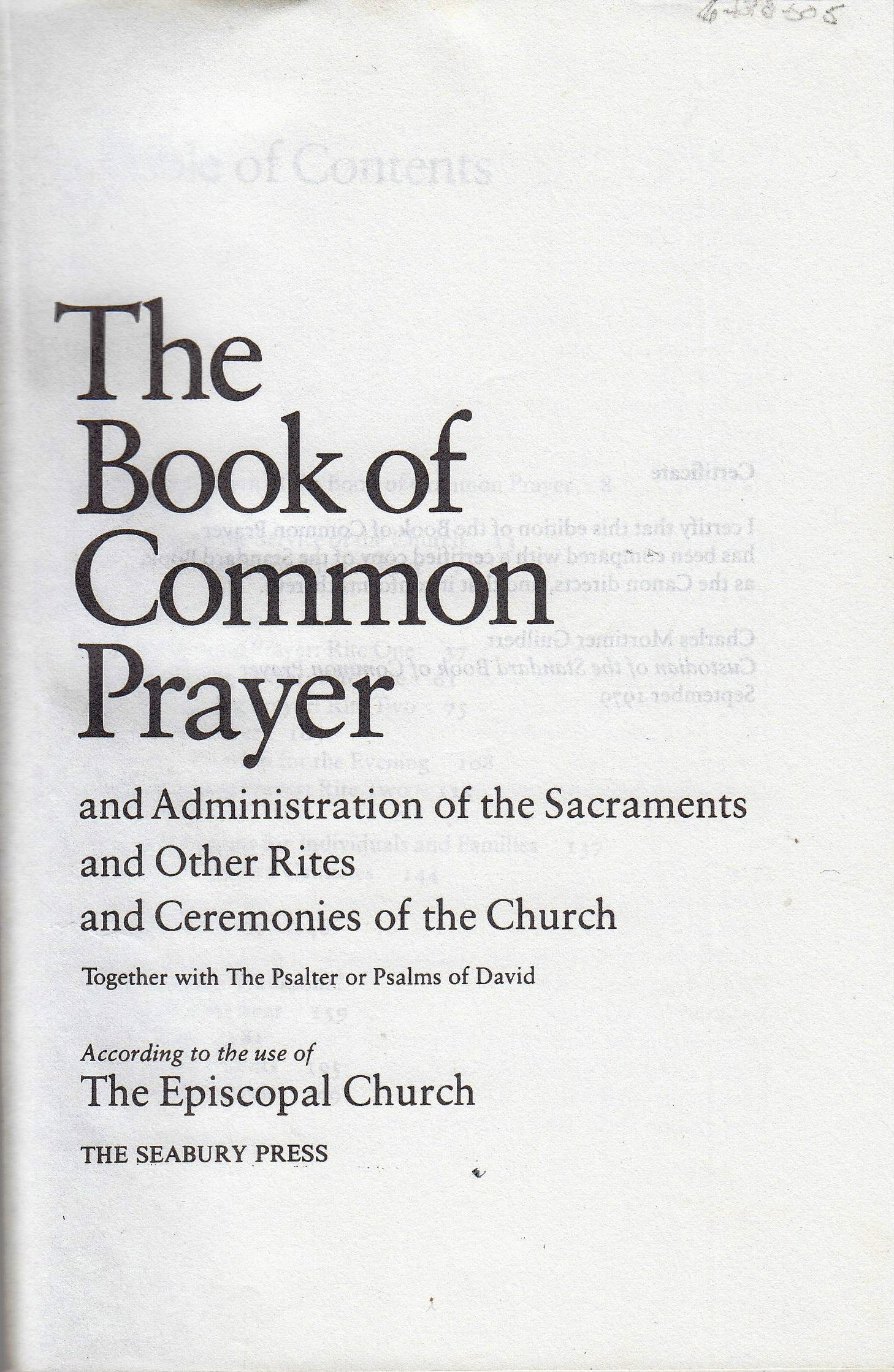
米国聖公会の『祈祷書』（1979年版）のトビラ

1607年に最初の小教区が開かれるも、アメリカ独立戦争の時にイギリス聖公会からの使徒継承ができなくなったアメリカの聖公会教会はスコットランド聖公会に助けを求め、1784年にイギリス以外での初めての主教がアメリカで誕生し、その後独立して米国聖公会を1789年に正式に発足させている。米国聖公会祈祷書（The Book of Common Prayer, according to the use of the Episcopal Church ）は当時のイギリス聖公会およびスコットランド聖公会の両聖公会祈祷書も参考にして1790年初めてまとめられ、幾たびかの小改訂を経て、1928年、1979年に大改訂が行われ、現在は「第2ユーカリスト式文」（Rite 2、現代風）、交読詩編（The Psalter）、改訂共通聖書日課などが入ったこの1979年版を一般に用いている。   

#### アメリカ先住民の言語
アメリカ先住民の言語では、オジブウェー語祈祷書（1911年）を始め様々なそうした言語へ翻訳されてきた。

### ヨーロッパ
ヨーロッパでは聖公会祈祷書は、アイルランド語（1606年から）、ポルトガル語（1880年から）、スペイン語（1623年から）、ウェールズ語（1567年から）、マン島語（1606年から）へ翻訳され、使用されてきた。

## ローマ・カトリック教会発行の祈祷書
2003年、米国ローマ・カトリック教会は「ローマ・カトリック教会の認可した祈祷書」を発表している。1928年版をローマカトリック式にアレンジしたものであり、主にアメリカでの米国聖公会からカトリックに改宗した者向けに作られた。

## 文学に現れた祈祷書
ジェームズ王版聖書とシェークスピアと共に、聖公会聖書は英文学に大きな貢献をしていて、いくつかの表現がよく知れ渡っている。
- Till death us do part （「死が二人を離すまで」、祈祷書の「聖婚式」）
- Earth to earth, ashes to ashes, dust to dust （「土から土まで、灰から灰まで、埃から埃へ」、祈祷書の「葬式」） .